# Tronville
Tronville is een gemeente in het Franse departement Meurthe-et-Moselle (regio Grand Est) en telt 192 inwoners (1999).
De gemeente maakt deel uit van het arrondissement Briey en sinds 22 maart 2015 van het op die dag opgerichte kanton Jarny. Daarvoor hoorde het bij het kanton Chambley-Bussières, dat toen opgeheven werd.

## Geografie
De oppervlakte van Tronville bedraagt 7,0 km², de bevolkingsdichtheid is 27,4 inwoners per km².
De onderstaande kaart toont de ligging van Tronville met de belangrijkste infrastructuur en aangrenzende gemeenten.

## Demografie
Onderstaande figuur toont het verloop van het inwonertal (bron: INSEE-tellingen).